# Các môn phối hợp tại Đại hội Thể thao Đông Nam Á 2023
Ba môn phối hợp / Hai môn phối hợp là một trong những môn thể thao được tranh tài tại Đại hội Thể thao Đông Nam Á 2023 ở Campuchia, được tổ chức trong 3 ngày, từ ngày 6 đến 8 tháng 5 năm 2023 tại Bãi biển thị trấn Kep, Krong Kep, Campuchia.

## Nội dung thi đấu
| Ngày 1: Aquathlon                            | Bơi  | Chạy  | Độ tuổi tối thiểu |
| -------------------------------------------- | ---- | ----- | ----------------- |
| Khoảng cách nước rút                         | 500m | 2.5km | 15                |
| Tiếp sức đồng đội 4X (Khoảng cách mỗi chặng) | 500m | 2.5km | 16                |

| Ngày 2: Hai môn phối hợp | Chạy | Đạp xe | Chạy  | Độ tuổi tối thiểu |
| ------------------------ | ---- | ------ | ----- | ----------------- |
| Khoảng cách nước rút     | 5km  | 20km   | 2.5km | 16                |

| Ngày 3: Ba môn phối hợp | Bơi  | Đạp xe | Chạy | Độ tuổi tối thiểu |
| ----------------------- | ---- | ------ | ---- | ----------------- |
| Khoảng cách nước rút    | 750m | 20km   | 5km  | 16                |

Aquathlon, Hai môn phối hợp, Ba môn phối hợp — mỗi Môn thể thao sẽ bao gồm hai (02) nội dung bao gồm Cá nhân hai Nam và hai Nữ. Cũng sẽ có nội dung Tiếp sức hỗn hợp 4X (02 Nam, 02 Nữ).
Nội dung thi đấu Aquathlon cá nhân dành cho cả nam và nữ: đầu tiên là bơi 500m và sau đó chạy 2,5km chung kết, tất cả đều liên tục không nghỉ trong cuộc thi. Vận động viên đầu tiên hoàn thành chặng đường quy định và vượt qua vạch đích sẽ là người chiến thắng trong sự kiện và giành huy chương Vàng. Vận động viên về nhì đạt huy chương Bạc, vận động viên thứ ba đạt huy chương Đồng.
Cuộc thi Hai môn phối hợp cá nhân dành cho cả nội dung Nam và Nữ sẽ là chạy 5 km đầu tiên, đạp xe 20 km và chạy chung kết 2,5 km, tất cả đều liên tục không nghỉ trong cuộc thi. Vận động viên đầu tiên hoàn thành đường đua quy định và cán đích là người chiến thắng nội dung và huy chương Vàng. Vận động viên về nhì đạt huy chương Bạc, vận động viên thứ ba đạt huy chương Đồng.
Cuộc thi ba môn phối hợp cá nhân dành cho cả Nam và Nữ sẽ bao gồm bơi 750 m, đạp xe 20 km và chạy 5 km, tất cả đều liên tục không nghỉ trong cuộc thi. Vận động viên đầu tiên hoàn thành đường đua quy định và cán đích sẽ được tuyên bố là người chiến thắng nội dung và huy chương Vàng. Vận động viên về nhì đạt huy chương Bạc, vận động viên thứ ba đạt huy chương Đồng.
Tiếp sức hỗn hợp 4X: Một đội gồm bốn (04) vận động viên (hai [02] Nam và hai [02] Nữ), thi đấu theo thứ tự: nam, nữ, nam, nữ. Mỗi người trong số họ sẽ bao gồm một Aquathlon hoàn chỉnh. Tổng thời gian của đội tính từ lúc xuất phát của vận động viên đội 1 đến khi vận động viên thứ 4 về đích. Thời gian là liên tục và thời gian không dừng lại giữa các vận động viên. Đội đầu tiên hoàn thành chặng đường quy định và cán đích sẽ được tuyên bố là đội chiến thắng nội dung và huy chương Vàng. Đội về thứ hai hoàn thành sẽ giành được huy chương Bạc và đội thứ ba là huy chương Đồng.

## Chương trình thi đấu
| Ngày       | Thời gian | Giới tính | Sự kiện                  | Giai đoạn    |
| ---------- | --------- | --------- | ------------------------ | ------------ |
| 06 tháng 5 | 06:30     | Nữ        | Aquathlon Cá Nhân        | Chung kết    |
| 06 tháng 5 | 7:30      | Nam       | Aquathlon Cá Nhân        | Chung kết    |
| 06 tháng 5 | 9:00      |           |                          | Lễ trao giải |
| 06 tháng 5 | 14:00     | Đồng đội  | Aquathlon Đồng đội       | Chung kết    |
| 06 tháng 5 | 17:00     |           |                          | Lễ trao giải |
| 07 tháng 5 | 06:30     | Nam       | Hai môn phối hợp Cá Nhân | Chung kết    |
| 07 tháng 5 | 8:30      | Nữ        | Hai môn phối hợp Cá Nhân | Chung kết    |
| 07 tháng 5 | 10:00     |           |                          | Lễ trao giải |
| 08 tháng 5 | 06:30     | Nam       | Ba môn phối hợp Cá Nhân  | Chung kết    |
| 08 tháng 5 | 8:30      | Nữ        | Ba môn phối hợp Cá Nhân  | Chung kết    |
| 08 tháng 5 | 10:00     |           |                          | Lễ trao giải |

## Các huy chương

### Aquathlon
| Nội dung        | Vàng                                                                     | Bạc | Đồng                                                                               |
| --------------- | ------------------------------------------------------------------------ | --- | ---------------------------------------------------------------------------------- |
| Cá nhân Nam     | Rashif Amila Yaqin · Indonesia                                           | Andrew Kim Remolino · Philippines                                                                               | Bryce Sheng Cher Chong · Singapore                                                 |
| Cá nhân Nữ      | Margot Garabedian · Campuchia                                            | Aisika Kaewyongkod · Thái Lan                                                                                   | Dea Salsabila Putri · Indonesia                                                    |
| Đồng đội Nam Nữ | Philippines · Matthew Hermosa · Kira Ellis · Erica Burgos · Inaki Lorbes | Indonesia · Aloysius Reckyardo Mardian · Renata Berliana Aditya · Aryandra Fauzi Mauludin · Dea Salsabila Putri | Việt Nam · Vũ Đình Duân · Nguyễn Hoàng Dung · Nguyễn Thị Kim Tuyến · Hoàng Văn Hải |

### Duathlon
| Nội dung    | Vàng                         | Bạc                                | Đồng                                     |
| ----------- | ---------------------------- | ---------------------------------- | ---------------------------------------- |
| Cá nhân Nam | Phạm Tiến Sản · Việt Nam     | Sokha Michael Chaumond · Campuchia | Sedilta Pilon Nubatonis · Indonesia      |
| Cá nhân Nữ  | Kim Mangrobang · Philippines | Nguyễn Thị Phương Trinh · Việt Nam | Maharani Azhri Wahyuningtyas · Indonesia |

### Triathlon
| Nội dung    | Vàng                                | Bạc                            | Đồng                                 |
| ----------- | ----------------------------------- | ------------------------------ | ------------------------------------ |
| Cá nhân Nam | Fernando Jose Casares · Philippines | Rashif Amila Yaqin · Indonesia | Andrew Kim Remolino · Philippines    |
| Cá nhân Nữ  | Margot Garabedian · Campuchia       | Kim Mangrobang · Philippines   | Louisa Marie Middleditch · Singapore |

## Bảng tổng sắp huy chương
| Hạng               | Đoàn               | Vàng | Bạc | Đồng | Tổng số |
| ------------------ | ------------------ | ---- | --- | ---- | ------- |
| 1                  | Philippines        | 3    | 2   | 1    | 6       |
| 2                  | Campuchia          | 2    | 1   | 0    | 3       |
| 3                  | Indonesia          | 1    | 2   | 3    | 6       |
| 4                  | Việt Nam           | 1    | 1   | 1    | 3       |
| 5                  | Thái Lan           | 0    | 1   | 0    | 1       |
| 6                  | Singapore          | 0    | 0   | 2    | 2       |
| Tổng số (6 đơn vị) | Tổng số (6 đơn vị) | 7    | 7   | 7    | 21      |